# اندیس فلدسپات شورشور
فلدسپات شورشور یک اندیس غیرفلزی است که در حوالی شهر شازند استان مرکزی قرار دارد و مادهٔ معدنی موجود در آن، فلدسپات است.سنگ میزبان این اندیس گرانیت - گرانودیوریت است و دیرینگی آن به دوران پالئوسن می‌رسد. در این اندیس، پاراژنز‌های SiO۲ یافت می‌شوند.